# エステバリス
- 機動戦艦ナデシコ > エステバリス
- 機動戦艦ナデシコ -The prince of darkness- > エステバリス

エステバリス(AESTIVALIS)は、アニメ『機動戦艦ナデシコ』に登場する架空の兵器。

## 概要
エステバリスとは、ネルガル重工が開発した、全高約6mの人型機動兵器シリーズの総称。
もともとネルガル重工の火星奪還計画「スキャパレリ・プロジェクト」用に開発された局地戦対応型の特殊兵器であり、占拠された施設内での活動なども考慮された結果、全高6メートル前後という機体サイズや人体を模した四肢を持つ構造、高速移動用の脚部キャタピラなどが盛り込まれた。
操縦方式には操縦者の意思をダイレクトに機体に反映させるイメージフィードバックシステム（IFS）を採用して高い追従性を獲得し、またアサルトピットと呼ばれるコクピットブロックを中心としたフレーム換装方式を採用して破格の汎用性を得た（各種フレームは後述）。さらに機体からジェネレーターをオミットし、母艦から重力波ビームでエネルギーを供給するという割り切った設計により機体サイズの小型軽量化に成功、またエネルギー源を外部に依存したことで機体サイズに影響を与えずに大出力のジェネレーターを確保できたため、機体各所への反重力推進機関の搭載等の装備を可能にし、機体の小型軽量化と、大出力の推進機関の搭載の両立により従来型の機動兵器を凌駕する機動性能を獲得した。エステバリスの登場によって、ようやく地球連合側は木連の機動兵器に対して対等な対抗手段を持ったと言える。
機体の性質上、戦艦などの高出力機関を備えた母艦との連携が不可欠であり、単独での行動には制限があるが、バックアップ体制といった周辺環境も視野に入れた一個の兵器システムとしての従来型の兵器を大きく越える汎用性と、場所を選ばない高い運用性は蜥蜴戦争を通じて地球連合軍の兵器配備状況を一変させた。
しかし蜥蜴戦争終結後は、操縦するためにナノマシンを体内に入れることに抵抗を感じるパイロットも多いためか、戦後発足した統合軍からは主力機として採用されず、クリムゾングループが開発したナノマシン不要の人型兵器ステルンクーゲルが主力機として正式採用されることとなる。
ただし、それでも操縦性の高さやアサルトピットによる生存率の高さは、未だに現役のエステバリスパイロットや元木連のパイロットには好評であり、重力波ユニットを2機搭載したエステバリスカスタムや、武装面やバッテリーを大きく強化したスーパーエステバリスといった後継型の開発が行われている。
名前の由来はキンポウゲ科フクジュソウ属ナツザキフクジュソウ(英:Adonis Aestivalis)。

## フレーム一覧

### 基本フレーム
陸戦フレーム
一番オーソドックスな重力下仕様のフレーム。
脚部バッテリーにより長時間の作戦行動を可能としている。
装備はイミディエットナイフ、ワイヤードフィスト。オプションで、ラピッドライフル、フィールドランサーなども運用可能。
重武装フレーム
「1-Bタイプ」とも呼ばれる陸戦フレームをベースに、装備を追加した火力重視のフレーム。
多数の敵を一度に相手にする際、有効となる。劇中にも、ダイゴウジ・ガイ（本名：山田次郎）の「ガンガークロス・オペレーション」に利用されることになったが、デルフィニウム部隊のミサイル攻撃によってフレームは破壊された。
装備は3連ミサイルポッド、火炎放射、ラピッドライフル、吸着地雷、2連荷電粒子砲、グレネードランチャー、レールカノン。
空戦フレーム
空中での戦闘を目的としたフレーム。陸戦フレームに比べて空力特性に優れた形状をもち、大気圏高高度での戦闘も可能。
重力波推進で浮遊し、ジェットエンジンで加速するハイブリッドタイプ。（HGエステバリスの説明書付録の解説より）
陸戦フレームや重機動フレームとの混成小隊の隊長機としての役割を持っており、背部重力波アンテナは母艦からのエネルギー・ラインを中継し他機に伝達、また胸部に搭載されている高性能センサーで情報収集と作戦指揮を行う。
装備はミサイルポッド、イミディエットナイフ、ラピッドライフル、フィールドランサー。
標準仕様のアサルトピッドが存在し、ガイやジュンが搭乗している。
0G戦フレーム
無重力下での戦闘を目的としたフレーム。重力波推進で機動を行うため陸戦フレームに比べて大型の重力波エネルギー受信アンテナを持つ。
陸戦フレームと同じく、脚部にバッテリーが搭載されているが重力波推進機関は大量の電力を必要とするため、母艦のエネルギー供給範囲から逸脱した場合の最長稼働時間は10分と短めである。
汎用性は最も高く、水中や火星などの低重力下でもその性能を発揮できる。
装備はイミディエットナイフ、ラピッドライフル、フィールドランサー。
重機動フレーム
火力・装甲を重視し、移動砲台化させたフレーム。劇場版の砲戦エステバリスのプロトタイプにあたる。通称「砲戦フレーム」。
地雷原を走行し、爆破させるという荒技もやってのける。
装備はミサイルポッド、120ミリカノン砲。120ミリカノン砲は発射時の反動が大きいため、脚部後方のアンカーを展開し地面に機体を固定する。
テスト用の単眼、狙撃仕様のアサルトピットが存在し、TV第7話でリョーコが搭乗している。
月面フレーム
月面の低重力・真空下での戦闘を目的としており、唯一相転移エンジンを搭載しているフレームである。
アサルトピットを必要とはするものの、他のフレームが全高約6mであるのに対し、本フレームは18mと巨大で、アサルトピットを頭部ごと収納し専用の頭部を使用する。そのため外観はエステバリスとは言えないほど異なっており、エステバリスのネームバリューのみ使用した例外機とも揶揄されている。ジェネレーターを内蔵したことにより外部からのエネルギー供給こそ必要ないが、反応速度は鈍く、操縦には相応の技量が求められる。
テンカワ・アキトは月面にて本フレームで木連のジン・タイプにディストーションフィールドを発生させながら格闘戦にてダメージを与えたが、本来は砲撃戦を前提としており、その火力はジン・タイプを一撃で撃墜させるほどである。
装備はミサイル、レールキャノン、対艦ミサイル。
なお本機の設計思想は後の「ステルンクーゲル」へと受け継がれている。

### 劇場版登場フレーム
エステバリス2
リョーコ率いるライオンズ・シックル隊が搭乗していた、いわゆる量産型。全高6.25m、重量1.8t。標準武装はラピッドライフル1丁。ウリバタケ製造のステルスシートを使用。TV版でアキト達が使用していたそれよりも性能は上がっている。
スピード、出力、火力ではステルンクーゲルには及ばないものの、IFSによる機動力の柔軟性はそれを補って余りあるものであり、元々エステバリスを扱っていたパイロット達には相変わらず愛用されている。また、「思ったとおりにロボットが動く」という点が生前のダイゴウジ・ガイと同様に一部の木連側パイロットに受け、ゲキ・ガンガーカラーのエステバリスカスタムに乗る者もいた。重力波を受信するアンテナは小2枚、大1枚。
エステバリスカスタム
スバル・リョーコ達、旧ナデシコエステパイロットの3人が搭乗していた機体。
統合軍に配備された量産型（エステバリス2）の性能が物足りなかった統合軍ライオンズ・シックル隊の隊長であるスバル・リョーコの、「ユニット（重力波を受信するアンテナ）2個付ければ出力倍だろ」との意見から現地改造的に誕生したカスタムメイドのフレーム。量産型のアンテナを2セット付けているため、出力は向上したものの操作性がピーキーになり、エースパイロット専用となった。イズミ機・ヒカル機は蜥蜴戦争当時の機体と頭部形状・カラーリングが同じになっている以外、リョーコ機と性能に大差はない。重力波を受信するアンテナは小4枚、大2枚。
高出力を生かして量産型が装備不可能なレールガンを使用可能。
スーパーエステバリス
タカスギ・サブロウタが搭乗した機体。TV版でアカツキが搭乗していたエステバリスの改良型に当たる。
出力と武装が強化されたエステバリス。またフェイス部はカメラ・センサー等の保護のためバイザーで覆われている。
実験艦であるナデシコBの兵装を補助する役割もあり、通常より武装が強化されている。ミサイルポッド×2、肩部連射式キャノン×2の他、機体出力も強化されておりレールガンも装備可能。重力波を受信するアンテナは小2枚、大1枚と量産型と同じ。
砲戦エステバリス
アマテラス防衛隊に配備されていた機体。
TV版に登場した重機動フレーム（砲戦フレーム）より、砲台としての性能に特化したフレーム。通称「砲台フレーム」。
120ミリカノン、2連装対空砲×2、スーパーガトリング砲、ミサイルポッド×2といった移動砲台と呼ぶに相応しい重装備を誇る。
アルストロメリア
ネルガルのSS（シークレットサービス）となった月臣元一郎が搭乗していた機体。
試作機とも言えるブラックサレナ（内のアキト用エステバリスカスタム）の実戦で得られたデータを元に開発されたエステバリスの発展型。B級ジャンパーであれば短～中距離のボソンジャンプが可能(ジャンプ距離は戦時中の木連ジン・シリーズと変わらない)。
武装は両腕に内蔵されているクロー×2。これはボソンジャンプによる敵への接近による近接格闘戦を想定している為。
ブラックサレナ
復讐鬼となったテンカワ・アキトが搭乗していた機体。詳細はブラックサレナを参照。

## その他のエステバリス
デビルエステバリス
『機動戦艦ナデシコ』に登場。無人兵器バッタに制御システムを乗っ取られてしまった0G戦フレーム。
複数のバッタが取り付いたため鈍重だが、トリッキーな動きでナデシコのエステバリス隊を翻弄した。バッタの武装である機関砲やミサイルをそのまま使用することも出来る。
アカツキカスタム
ネルガル会長のアカツキ・ナガレの専用機であり、アンテナやジェネレータなどを小型改良型に換装した0G戦フレームのバリエーション。後のスーパーエステバリスは、このフレームからの発展型にあたる。なお、このフレームは他のアサルトピットでは起動できない専用機らしい仕様になっている。
耐圧エステバリス
TV版13話に登場。アトモ社（ネルガル傘下）においての有人ボソンジャンプの実験に使用されていた。その他のフレームとは大きく異なる外観をしているので、エステバリスの名を冠しただけの全く別種の機体の可能性もあるが、詳細は不明。
Xエステバリス
ナデシコ整備班長ウリバタケ・セイヤが予算をチョロまかして開発したフレーム。通称「エクスバリス」だが、ムネタケ・サダアキは「エステバX」と呼んでいた。
ウリバタケが独自に開発・改良した新型ジェネレーターを搭載し、旧型のエステバリスの5倍という重力波変換効率をもって、小型グラビティブラスト（通称「Xキャノン」）を搭載したフレーム。エステバリスの機動性と月面フレームのパワーを両立した強力な機体となるはずであったが、その多大なエネルギーに機体が耐えきれない欠陥をもつ。この失敗は後のエステバリスカスタムやスーパーエステバリス開発に際して役立つこととなる。
ゲーム「スーパーロボット大戦シリーズ」では欠陥が改善された「Xエステバリス改」が登場する（タイトルによっては「Xエステバリス」名義のまま欠陥面が改善された場合もある）。
トレーラーバリス
ゲーム『機動戦艦ナデシコ The blank of 3years』に登場。
アニメ最終話で、イネスが貰ったプレートを解析するため火星の遺跡に出発した際、調査団の荷物を運んでいたトレーラーをウリバタケが勝手に改造した機体。
トレーラー形態から空戦フレームに変形する。
操縦はIFSを使わず、ステアリングでの操作をコンピューターが判断して動かしてくれる優れもの。
海戦フレーム
ゲーム『機動戦艦ナデシコ The blank of 3years』に登場。ゲンゴロウを始めとする水中戦用の「木星蜥蜴」に対抗すべく開発されたが、あくまで試作用に造られたフレームのため、本格的な量産はされなかった。作中ではウリバタケが「こんなこともあろうかと」と勝手に作成していた物が急遽実践投入されたが、あくまで試作であったため戦闘後に機能停止してしまった。
装備は魚雷ランチャー、トルネードスクリュー。
ゲキガンフレーム
ゲーム『機動戦艦ナデシコ The blank of 3years』に登場。
木連（若手将校反クリムゾン派）とネルガルが手を組み、ジンタイプとエステバリスの技術を融合し作り出したフレーム。A級ジャンパー用の機体として開発された。
ジンよりもオリジナルのゲキガンガーに準じたデザインとなっており、外見はゲキ・ガンガー3の後継機「ゲキガンガーV」そのもの。
攻撃方法は音声対応で、恥ずかしいぐらいに武器の名前を叫ばなければ発動しない。装備はゲキガンソード、ゲキガンフレア。
量産型エステバリス
ナデシコを裏切ったアカツキが火星遺跡争奪戦でナデシコの前に立ちはだかった際に、率いていた量産型のエステバリス。頭部の形状は劇場版に登場するエステバリスIIに似ているが、使用しているフレームは空戦フレームだった。
劇場版においては陸戦フレームを使用している機体の後ろ姿が描かれている。